# Preston (Victoria)
Preston ist ein Vorort von Melbourne im australischen Bundesstaat Victoria. Sein lokaler Verwaltungsbezirk ist Darebin City.
Zentrum von Preston ist die Gegend um die High Street mit Supermärkten, Restaurants, und städtischen Verwaltungseinrichtungen.

## Söhne und Töchter des Ortes
- Walter Howell (* 1929), Ruderer
- Jeremy Beale (* 1994), Tennisspieler